# Gymnophora auricula
Gymnophora auricula är en tvåvingeart som beskrevs av Brown 1987. Gymnophora auricula ingår i släktet Gymnophora och familjen puckelflugor. Inga underarter finns listade i Catalogue of Life.